# Siegfried Adolf Kummer
Siegfried Adolf Kummer (24. září 1899 Radeberg – 1977 Drážďany) byl německý mystik a germánský obrozenec. Nejvíce se proslavil svou obrozeností a používáním armanenských run. Spolu s Fridrichem Brenhardem Marbym byl uvězněn v Třetí říši za to, že neoprávněné vykonával okultistickou činnost.
O jeho životě i o jeho osudu je známo velmi málo v důsledku události v nacistickém Německu.